# Временно руско управление
Временно руско управление в България, съкратено ВРУ, е наричано управлението от руски граждански и военни власти от юни 1877 г. до юни 1879 г. на завзетите от руските войски територии в хода на Руско-турската война (1877 – 1878) и непосредствено след нея.
Подписаният предварителен Санстефански мирен договор, между Руската империя и Османската империя, определя срока на ВРУ на 2 години след договора. Сключеният по-късно многостранен Берлински договор ограничава продължителността на следвоенното ВРУ до 9 месеца след подписването на договора.
В тогавашните западни български земи (районите на Босилеград, Цариброд, но и на Кула, Берковица, Враца, Сливница, Трън), завзети от сръбски войски, тези функции по пълномощия от Русия са изпълнявани от сръбска администрация, която предявява там териториални претенции.

## История
Временното руско управление е създадено в хода на Руско-турската война (1877 – 1878). Ръководният му орган, наименуван Канцелария за гражданско управление на освободените зад Дунава земи, е прикрепен към командването на Действащата руска армия на Балканския полуостров. Начело на канцеларията е руският императорски комисар Владимир Черкаски, а след неговата смърт (на 3 март 1878 г.) застава княз Александър Дондуков-Корсаков. (Княз Дондуков официално встъпва в длъжност на 8 май 1878 год.). Седалището на комисаря първоначално е в Пловдив (20 май - 10 октомври 1878), а след това е преместено в София, поради това, че Пловдив остава в пределите на Източна Румелия.
Княз Дондуков-Корсаков създава Съвет на управлението на императорския комисар, наричан още Централно управление на императорския комисар. За членове на съвета, които били и управители на отделите, били назначени:
- генерал-майор Михаил А. Домонтович – управител на канцеларията за общи дела и дипломация,
- генерал-майор Василий Г. Золотарьов – управител на военния отдел,
- генерал-майор Пьотър А. Гресер – управител на отдела на вътрешните дела,
- действителен статски съветник Сергей Ив. Лукиянов – управител на съдебния отдел,
- действителен статски съветник Константин А. Бух – управител на финансовия отдел (от октомври 1878 г.),
- проф. Марин Дринов – управител на отдела на народното просвещение и духовните дела,
- действителен статски съветник Лев Тухолка – началник на централното управление на митническата част (от октомври 1878 г.)
- Към съвета се числели също екзархът и всички български екзархийски архиереи.

Задачите на управлението са: да се изгради основата на българската държавно-правна организация, да се възстанови нормалния живот, да се оказва всестранно съдействие на руската армия. В освободените градове са създадени български административни учреждения. Създават се градски управителни съвети, съдебни и полицейски органи. Основна административна единица е губернията.
| Губерния               | Губернатор               | Вице-губернатор   |
| ---------------------- | ------------------------ | ----------------- |
| Русенска               | генерал-майор В. Акимов  | Марко Балабанов   |
| Адрианополска (Одрин)  | генерал-майор Липинский  |                   |
| Филипополска (Пловдив) | ген.-м. Гибш фон Гростал | Тодор Бурмов      |
| Варненска              | Павел Баумгартен         |                   |
| Софийска               | Пьотр Алабин             | полковник Лукашев |
| Видинска               | Лев Тухолка              |                   |
| Търновска              | камер-юнк. Щербинский    | Драган Цанков     |
| Сливенска              | с. с. Иванов             |                   |
| Тулчанска              | н. с. Белоцерковец       | Никола Даскалов   |

Ръководството на администрацията се осъществява от канцеларията на императорския комисар. Освен руски офицери и чиновници, в тях работят и голям брой българи, сред които освен Марин Дринов са и Марко Балабанов, Димитър Греков, Тодор Бурмов, Васил Караконовски, Киряк Цанков, Илия Цанов, Христо Стоянов, Константин Кесяков, Иван Кишелски, Петър Оджаков, Димитър Карамфилович.
Приети са голям брой нормативни актове (временни правила) за устройство на войската, съдилищата, училищата, полицията, медицинските управления и пощенското дело. Въвежда се задължително първоначално образование, задължителна военна служба за мъжете на възраст от 20 до 30 години, основана е Българската народна банка, а за официален език е определен българският.
Временното руско управление свиква Учредителното събрание, което приема Търновската конституция. През април 1879 г. свиква Първото велико народно събрание, което избира Александър I Батенберг за български княз.
Като главна задача на ВРУ съгласно Берлинския договор е определено създаването на васалната държава Княжество България и на автономната османска област Източна Румелия. Администрацията е ръководена от канцеларията на императорския комисар и от Съвет за управление, подпомаган от 7 отдела.
Временното руско управление и Европейската комисия за Източна Румелия устройват също и автономната област Източна Румелия.
На 19 май 1879 г. Временното руско управление предава властта в Източна Румелия на генерал-губернатора Алеко Богориди, а на 25 юни с.г. – в Княжество България на българския княз Александър I Батенберг. С тези си актове Временното руско управление прекратява своето съществуване.
Съгласно Берлинския договор разходите по издръжката на Временното руско управление формират окупационния дълг на Княжество България и Източна Румелия. Дългът е изплатен частично до 1902 година (за княжество България), остатъкът (за Източна Румелия) е напълнo опростен от Русия след Първата световна война.

## Създаване на военни сили
Началото на българската армия е поставено като от Българското опълчение е създадена „Българска земска войска“ на основата на Временните правила за Българската земска войска от 25 април (7 май нов стил) 1878 г. и със заповед № 1 от 8 юли (20 юли нов стил) 1878 г. на княз Александър Дондуков-Корсаков. Щабът на войската по това време се намира в Търново. На 10 юли (22 юли нов стил) 1878 г. със заповед № 3 отново на Дондуков-Корсаков, 12-те пехотни дружини от българското опълчение са преименувани в дружини от Българската земска войска. Тъй като бившият началник на българското опълчение генерал-майор Вадим Давидов е уволнен от армията поради влошаване на здравословното му състояние, на 12 юли (24 юли нов стил) за началник на Българската земска войска е назначен генерал-майор Александър Шелейховски, а за началник на щаба полковникът от генералния щаб Липранди. За началник на българската артилерия е назначен полковникът от гвардейската конна артилерия Лесовой. За завеждащ инженерната и сапьорната част – военният инженер щаб-капитан Саранчов.
С Указ № 23 от 17 юли 1879 г. се създава Военното министерство. На 17 декември 1879 г. влиза в сила Привременно положение за Българската войска, което изпълнява ролята на първи закон на въоръжените сили, които вместо „земска“ вече се наричат кратко и ясно – Българска войска.